# Barany (przystanek kolejowy)
Barany – zlikwidowany przystanek osobowy w Baranach, w województwie warmińsko-mazurskim, w powiecie ełckim, w gminie Ełk, w Polsce.
Przystanek funkcjonował w latach 1931–1945. Punkt pod nazwą „Barany” pojawił się w sieciowych rozkładach jazdy pociągów: Polska, lato 1948 i Polska, zima 1948/1949 jednak nigdy po zakończeniu II wojny światowej nie funkcjonował ze względu na to, że linia kolejowa nr 219 na odcinku Pisz–Ełk była nieprzejezdna aż do 1950.